# Sor Juana Inés de la Cruz (Film)
Sor Juana Inés de la Cruz ist ein mexikanischer Historienfilm aus dem Jahr 1935. Die Regie führte Ramón Peón, der auch am Drehbuch mitschrieb und den Schnitt vornahm. Der Film erzählt die Geschichte von Juana de Asbaje, die im Mexiko des 17. Jahrhunderts lebte. Sie ist eine talentierte und intelligente Frau, die nach weiterer Bildung strebt. Deshalb zieht sie in die Hauptstadt, wo sie an der Universität studiert. Juana de Asbaje zieht die Aufmerksamkeit des Schürzenjägers Lisardo auf sich und auch die ihres Tutors Feliciano. Ersterer möchte sie verführen und anschließend entführen. Feliciano möchte dies verhindern und fordert Lisardo zum Duell, in dem er jedoch getötet wird. Daraufhin verlässt Lisardo das Land. Nach diesem Vorfall spricht der Erzbischof mit Juana und überzeugt sie, ihre einzige Möglichkeit wäre, in den Konvent einzutreten. So wird sie zu Sor Juana Inés de la Cruz und verbringt den Rest ihres Lebens damit, literarische Werke zu verfassen.
Der Film wurde von der Gesellschaft La Mexicana produziert. Sor Juana Inés de la Cruz wurde auch in den Vereinigten Staaten aufgeführt. Das vorklösterliche Leben von Sor Juana Inés de la Cruz wurde 1939 in dem größtenteils fiktionalen Film El secreto de la monja ebenfalls behandelt.